# Legionnaire (computerspel)
Legionnaire is een videospel voor de Commodore PET. Het spel werd uitgebracht in 1979. Begin jaren tachtig kwamen er ook versies voor de Atari 8 bit en de Commodore 64. In het spel geeft de speler leiding aan tot 10 legioenen van Romeinse soldaten. Het spel werd met bovenaanzicht getoond. Het was een van de eerste realtime strategiespellen.

## Platforms
| Jaar | Platform      |
| ---- | ------------- |
| 1979 | Commodore PET |
| 1982 | Atari 8-bit   |
| 1983 | Apple II      |
| 1984 | Commodore 64  |